# Đánh bom tự sát tại Mogadishu 2011
Ngày 4 tháng 10 năm 2011, một kẻ đánh bom tự sát lái một chiếc xe tải vào cửa khu phức hợp Bộ của Chính phủ liên bang chuyển tiếp ở Mogadishu, Somalia. Vụ nổ kết quả giết chết ít nhất 139 người và làm bị thương hơn 93 người khác. Al-Shabaab, một nhóm Hồi giáo nhận trách nhiệm vụ tấn công. Cuộc tấn công được báo cáo là lớn nhất kể từ khi Al-Shabaab đã phát động một cuộc nổi dậy trong Somali vào đầu năm 2007. Nó cũng sau sự rút lui của lực lượng al Shabaab từ các khu vực trong tháng Tám sau khi một can thiệp AMISOM để mang lại viện trợ cho đất nước trong một mùa hạn hán.

## Bối cảnh
Trong suốt mùa hè năm 2011, khu vực Đông Phi phải đối mặt với hạn hán và tình trạng thiếu nguồn cung cấp thực phẩm, đặc biệt là trong khu vực Somali, buộc nhiều người qua biên giới vào Ethiopia và Kenya nơi trú ẩn. Al-Shabaab đe dọa sẽ trục xuất các tổ chức cứu trợ làm việc trong khu vực trước khi các quân đội AMISOM của Liên minh châu Phi đã hành động để lực lượng Al-Shabaab máy bay chiến đấu của khu vực.
Trong tháng 7 năm 2010, Al-Shabaab cũng tuyên bố trách nhiệm về một vụ đánh bom ở Kampala, Uganda, trong trả đũa hỗ trợ Uganda để, và sự hiện diện, AMISOM.